# یخچال چورس
یخچال چورس مربوط به دوره صفوی است و در بخش مرکزی شهرستان چایپاره و در روستای چورس واقع شده و این اثر در تاریخ ۱۴ مرداد ۱۳۸۲ با شمارهٔ ثبت ۹۴۲۱ به‌عنوان یکی از آثار ملی ایران به ثبت رسیده است.